# Gorska reševalna zveza Slovenije
Gorska reševalna zveza Slovenije (kratica GRZS) je organizacija, katere osnovna naloga je preventivna dejavnost in pomoč ponesrečenim ter onemoglim obiskovalcem gora. Vsebina in obseg dela sta se iz leta v leto širila z razvojem množičnega planinstva in gorništva ter drugih športov povezanih z gorami. Z Zakonom o varstvu pred naravnimi in drugimi nesrečami je GRZS opredeljena kot javna služba za zaščito in reševanje in pomoč. GRZS od leta 2006 deluje kot samostojna zveza društev, ki se lahko samostojno vključuje v druge sorodne zveze. Pred organizacijskimi spremembami v letu 2006 je  Gorska reševalna služba Slovenije delovala v okviru Planinske zveze Slovenije. 
GRZS  je organizirana  v 17 društvih/postajah, ki pokrivajo predalpski in alpski prostor v Sloveniji. Skupno deluje v organizaciji okrog 700 gorskih reševalcev različnih specialnosti.
Predhodnica današnje je bila  ustanovljena 16. junija 1912 v Kranjski gori pod okriljem takratnega Slovenskega planinskega društva in je kasneje delovala v različnih organizacijskih oblikah in v različnih političnih in ekonomskih ureditvah, najdlje pa v okviru Planinske zveze Slovenije.
GRZS je tudi ustanovna članica Mednarodne komisije za reševanje v gorah (IKAR-CISA) in sodeluje z obmejnimi gorskimi reševalnimi postajami in deželnimi reševalnimi službami sosednjih držav.
V Ajdovščini so po ideji tamkajšnjega kolesarskega kluba Črn Trn junija 2021 organizirali prvo gorsko službo na kolesih v Sloveniji. Enota je opremljena z dvema električnima gorskima kolesoma, ki naj bi ju uporabljali v kombinaciji s Helikoptersko eskadrilijo Slovenske vojske. Tako naj bi potekala hitrejša obravnavana tretjine vseh težje dostopnih nesreč, prav tako pa lahko nudi varovanje na pohodih in športnih prireditvah.